# Podniecenie
Podniecenie – stan emocjonalny, połączony z fizjologiczną reakcją wzrostu ciśnienia krwi na skutek produkcji adrenaliny w organizmie.
Podniecenie seksualne w znaczeniu ogólnym jest to funkcja pobudliwości seksualnej (gotowości do reakcji seksualnej) i sytuacji zewnętrznej. Liczba, jakość i intensywność podnieceń seksualnych, związanych z określoną sytuacją zewnętrzną są warunkowane procesami uczenia się. Podniecenie może zależeć od kontekstu interpersonalnego, jeśli jest ukierunkowane na konkretnego partnera i jest wówczas synonimiczne z pożądaniem seksualnym.
W kontekście intrapersonalnym psychika odgrywa rolę sytuacji zewnętrznej, a stymulator stanowią wspomnienia i fantazje. Rozbudowa tego typu reaktywności seksualnej jest jednym z patomechanizmów parafilii.
Bodźce wyzwalające podniecenie mogą być natury wewnętrznej (powstające w wyniku nagromadzenia napięć seksualnych) lub zewnętrznej. Im większa jest siła libido, tym silniejsze emocje wytwarza jego redukcja.